# Macrotis leucura
Il bilby minore (Macrotis leucura Thomas, 1887), noto anche come yallara, bandicoot dalle orecchie di coniglio minore o bandicoot dalle orecchie di coniglio dalla coda bianca, era un marsupiale dall'aspetto simile a un coniglio. Delle dimensioni di un giovane coniglio, viveva nei deserti dell'Australia centrale. Viene ritenuto estinto dagli anni '50.
Il bilby minore venne scoperto per la prima volta nel 1887. Essendo onnivoro, la sua dieta comprendeva termiti, formiche e radici. Era di un colore grigio-bruno che si faceva più pallido sul ventre, aveva la coda bianca e, con un peso tra i 300 e i 450 g, era molto più piccolo del bilby maggiore. La sua presenza è stata riscontrata solamente nelle aride regioni dell'Australia centrale, precisamente nel Deserto di Gibson e nel Gran Deserto Sabbioso; il suo areale potrebbe essere stato anche più vasto, ma non lo sapremo mai con certezza. È stato sterminato dai cacciatori di pellicce, dalla predazione da parte delle volpi e dalla competizione con i conigli.

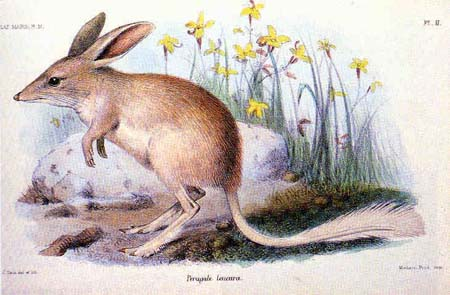
Disegno del Macrotis leucura.

Trovava rifugio tra le dune sabbiose, scavando tane profonde 2-3 metri e chiudendone di giorno l'entrata con la sabbia. Aveva abitudini notturne e si riproduceva una volta all'anno, mettendo alla luce due piccoli per volta. Sembra che sia stato piuttosto comune nei pressi di Cooncherie Station durante l'estate del 1932, quando ne vennero catturati vivi per l'ultima volta molti esemplari. L'ultima prova della sua sopravvivenza fu un cranio ritrovato nel nido di un'aquila cuneata nel 1967. Dopo un'attenta analisi, si stimò che si trovasse lì da meno di 15 anni.